# Campylopus laxoventralis
Campylopus laxoventralis är en bladmossart som beskrevs av Theodor Carl Karl Julius Herzog och G. Frahm 1979. Campylopus laxoventralis ingår i släktet nervmossor, och familjen Dicranaceae. Inga underarter finns listade i Catalogue of Life.